# 2406 Orelskaya
2406 Orelskaya è un asteroide della fascia principale. Scoperto nel 1966, presenta un'orbita caratterizzata da un semiasse maggiore pari a 2,1921688 UA e da un'eccentricità di 0,1638794, inclinata di 2,31024° rispetto all'eclittica.